# Rivière Madame
La rivière Madame est un cours d'eau de Basse-Terre en Guadeloupe prenant sa source à la limite du parc national de la Guadeloupe sur le territoire de Sainte-Rose et se jetant dans la mer des Caraïbes.

## Géographie
Longue de 5,3 km, la rivière Madame prend sa source à 215 m d'altitude sur le territoire de la commune de Sainte-Rose où elle s'écoule tout au long de son cours vers le nord-est.
Elle est alimentée par les eaux de la ravine Calée, de la rivière l'Îlet et enfin de la rivière Cazenave (son principal affluent) avant de se jeter dans le Grand Cul-de-sac marin de la mer des Caraïbes au lieu-dit Madame – dont elle tient son nom – au sud de la pointe Madame et au nord-ouest de la pointe du Trou-à-Meynal.